# Selenocosmia stirlingi
Selenocosmia stirlingi är en spindelart som beskrevs av Henry Roughton Hogg 1901. Selenocosmia stirlingi ingår i släktet Selenocosmia och familjen fågelspindlar. Inga underarter finns listade i Catalogue of Life.